# Erik Tengroth
Erik "Tengan" Tengroth, född 29 maj 1987 i Linköping, är en svensk fotbollsspelare (ytterback) i fotbollslaget IK Sirius FK. Han har tidigare spelat i Östers IF.